# Tour de Sermur
La tour de Sermur est située sur la commune de Sermur (France).

## Localisation
La tour de Sermur est située sur la commune de Sermur dans le département de la Creuse et la région Nouvelle-Aquitaine.

## Description
Il ne reste aujourd'hui que les ruines de cette tour, seul vestige d'une forteresse féodale détruite au début de la guerre de Cent Ans.  
L'étage inférieur de la tour ne comporte aucune ouverture. Le plan est approximativement carré, l'appareil formé de moellons rectangulaires. La tour repose sur un socle ou bahut raccordé au monument par un biseau. Les murs ont une épaisseur de 1,50 m à la base.
Les abords de la tour de Sermur offrent un vaste panorama, essentiellement vers l'est, sur le puy de Dôme, et le sud, vers le plateau de La Courtine.

## Histoire
Tour de guet qui s'incluait dans un système de défense et de surveillance rattaché à l'histoire de la Marche.
Vers 1740, cette tour servit d'observatoire à l'astronome César-François Cassini. En 1797, un autre astronome, Jean-Baptiste Joseph Delambre, l'utilisa comme repère pour mesurer l'arc méridien Dunkerque-Barcelone à la base de l'établissement du système métrique,.
Elle est inscrite au titre des monuments historiques par arrêté du 19 août 1975.
La préservation et la restauration de ce monument historique est une responsabilité pour la commune de Sermur, qui cependant manque de fonds pour rétablir l'élévation originale de la tour. Désormais, cette nécessité de financements est également influencée par la réforme territoriale de 2015, dont les projets capitalistes sont corrélés au tourisme culturel, tel que les journées nationales de l'archéologie.